# Antypas
Antypas – imię męskie pochodzenia greckiego, stanowiące skróconą formę imienia Antypater, oznaczającego „podobny do ojca”. Patronem tego imienia jest św. Antypas, zm. w Azji Mniejszej.
W innych językach: 
- rosyjski – Антип, Антипа[2].

Antypas i Antypater imieniny obchodzi 11 kwietnia.
- Antypas I, dziadek Heroda Wielkiego
- Antypas II, znany także jako Herod Antypas, syn Heroda Wielkiego - tetrarcha Galilei
- Święty Antypas, męczennik chrześcijański, wspomniany w Apokalipsie św. Jana (2:13)